# 三井家住宅 (武豊町)
三井家住宅（みついけじゅうたく）は、愛知県知多郡武豊町字上ケに所在する登録有形文化財。

## 概要
三井家は、3代目傳左衛門（1747年～1817年）のころから、5代目傳左衛門（1823年～1902年）の明治初期に至るまで代々知多郡長尾村の庄屋を務めてきた。
またこのほか、同郡成岩村（半田市）・浦戸村・切山村・山田村・古布村（美浜町）まで地域の指導的役割を担ってきたという。

## 文化財
| 画像 | 名称   | 備考 |
| ---- | ------ | --- |
|      | 奥座敷 | 明治前期の建築。木造平屋建、瓦葺、建築面積22平方メートル。2015年（平成27年）11月17日、国土の歴史的景観に寄与しているものとして国登録有形文化財として登録される。                                              |
|      | 表門   | 明治後期の建築。木造、瓦葺、間口1.8メートル、南方潜り戸付。2015年（平成27年）11月17日、国土の歴史的景観に寄与しているものとして国登録有形文化財として登録される。                                             |
|      | 北土蔵 | 1875年（明治8年）の建築。土蔵造2階建、瓦葺、建築面積30平方メートル。2015年（平成27年）11月17日、国土の歴史的景観に寄与しているものとして国登録有形文化財として登録される。                                    |
|      | 主屋   | 江戸後期の建築。江戸末期の改修を経ている。木造平屋建、茅葺(鉄板仮葺)一部瓦葺、建築面積128平方メートル。2015年（平成27年）11月17日、国土の歴史的景観に寄与しているものとして国登録有形文化財として登録される。 |
|      | 南土蔵 | 1750年（寛延3年）の建築。土蔵造2階建、瓦葺、建築面積23平方メートル。2015年（平成27年）11月17日、国土の歴史的景観に寄与しているものとして国登録有形文化財として登録される。                                    |

## 現地情報
所在地
- 愛知県知多郡武豊町上ケ2[WEB 1]

### WEB
1. 1 2 3 4  武豊町歴史民俗資料館 (2022年10月14日). “三井家住宅”.   武豊町. 2024年9月26日閲覧。
2. 1 2 3 4  “三井家住宅奥座敷”. 国指定文化財等データベース.   文化庁. 2024年9月25日閲覧。
3. 1 2 3 4  “三井家住宅表門”. 国指定文化財等データベース.   文化庁. 2024年9月25日閲覧。
4. 1 2 3 4  “三井家住宅北土蔵”. 国指定文化財等データベース.   文化庁. 2024年9月25日閲覧。
5. 1 2 3 4 5  “三井家住宅主屋”. 国指定文化財等データベース.   文化庁. 2024年9月25日閲覧。
6. 1 2 3 4  “三井家住宅南土蔵”. 国指定文化財等データベース.   文化庁. 2024年9月25日閲覧。